# 梨果寄生属
梨果寄生属（学名：Scurrula）是桑寄生科下的一个属，为半寄生灌木植物。该属共有约60种，分布于亚洲东南部和南部。

## 物种
本属包括以下物种：
- 梨果寄生 Scurrula atropurpurea，暗紫梨果寄生
- 滇藏梨果寄生 Scurrula buddleioides
- 卵叶梨果寄生 Scurrula chingii
- 高山寄生 Scurrula elata
- 锈毛梨果寄生 Scurrula ferruginea
- 梨果寄生 Scurrula fusca
- 贡山梨果寄生 Scurrula gongshanensis
- 小叶梨果寄生 Scurrula notothixoides
- 红花寄生 Scurrula parasitica
- 楠树梨果寄生 Scurrula phoebe-formosanae
- 白花梨果寄生 Scurrula pulverulenta
- 元江梨果寄生 Scurrula sootepensis